# للحب زمن آخر (مسلسل)
للحب زمن آخر، مسلسل كويتي، من إخراج سامي العلمي، وتأليف سلام أحمد. شارك في المسلسل عددًا من الفنانين منهم: هيفاء حسين، إبراهيم الزدجالي، أحمد السلمان، جاسم النبهان، شيماء عليّ، وفاء مكي، عبد الله الباروني، أمل العنبري، شوق.